# Contea di Jersey
La contea di Jersey ( in inglese Jersey County ) è una contea dello Stato dell'Illinois, negli Stati Uniti. La popolazione al censimento del 2000 era di 21 668 abitanti. Il capoluogo di contea è Jerseyville.